# Immanuelkirche (Saarbrücken)

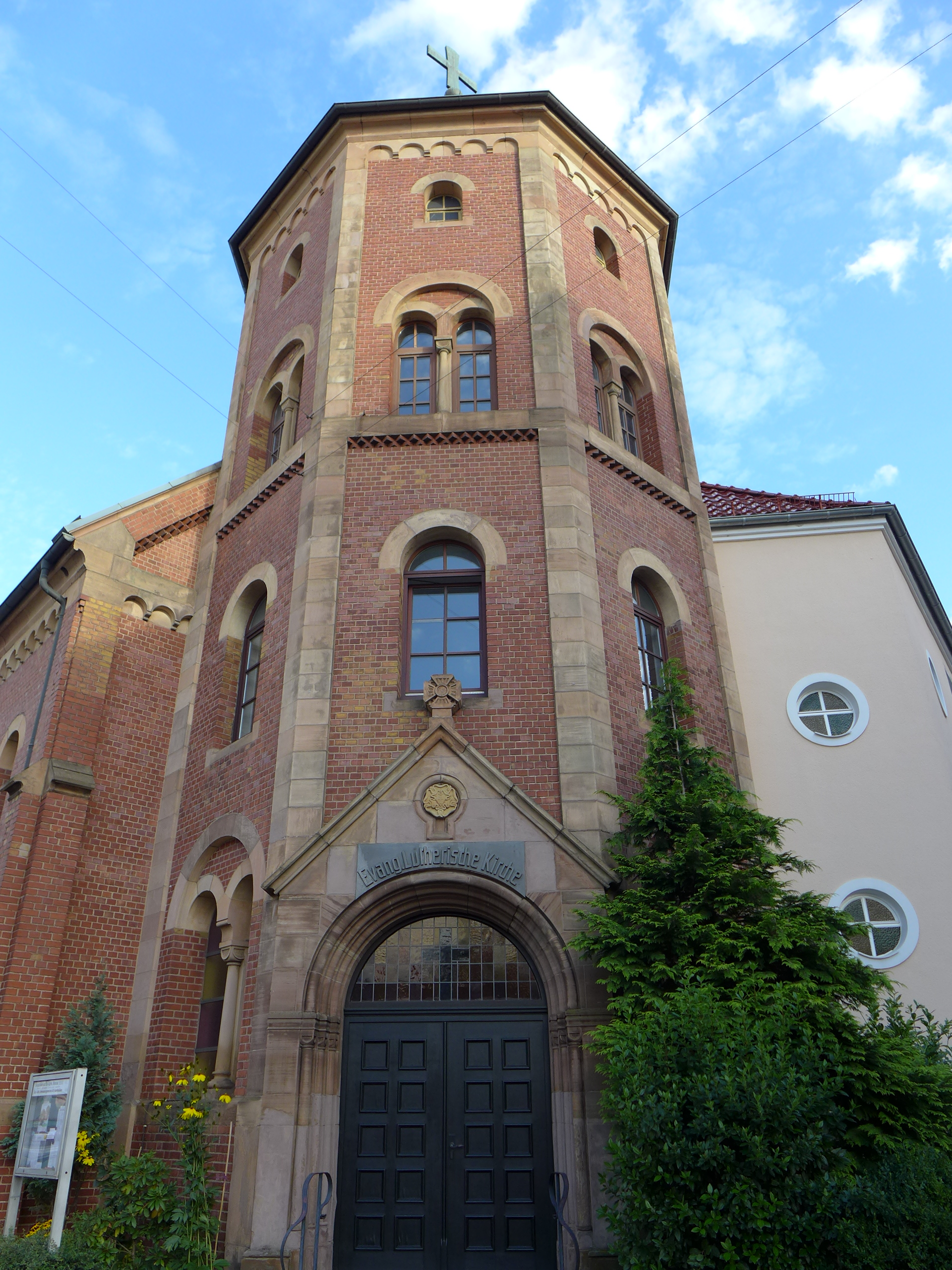
Immanuelkirche (Saarbrücken), Turm

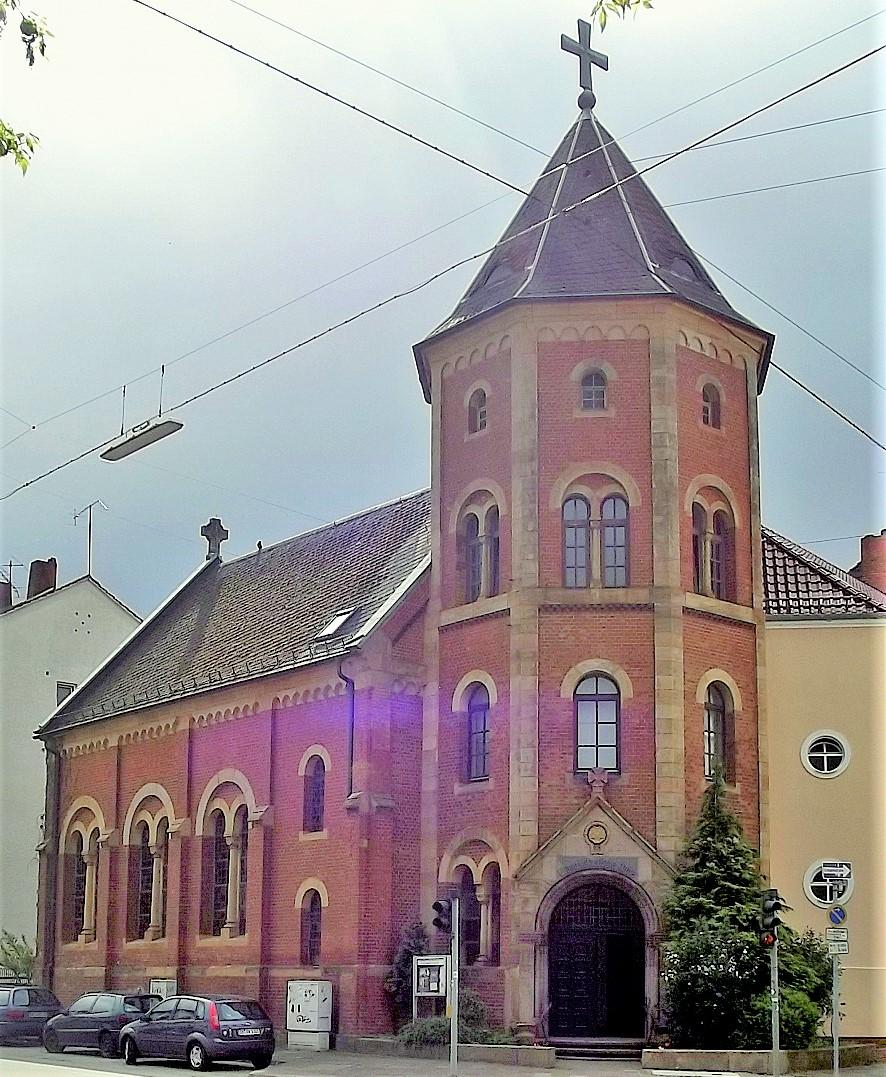
Weitere Ansicht der Kirche

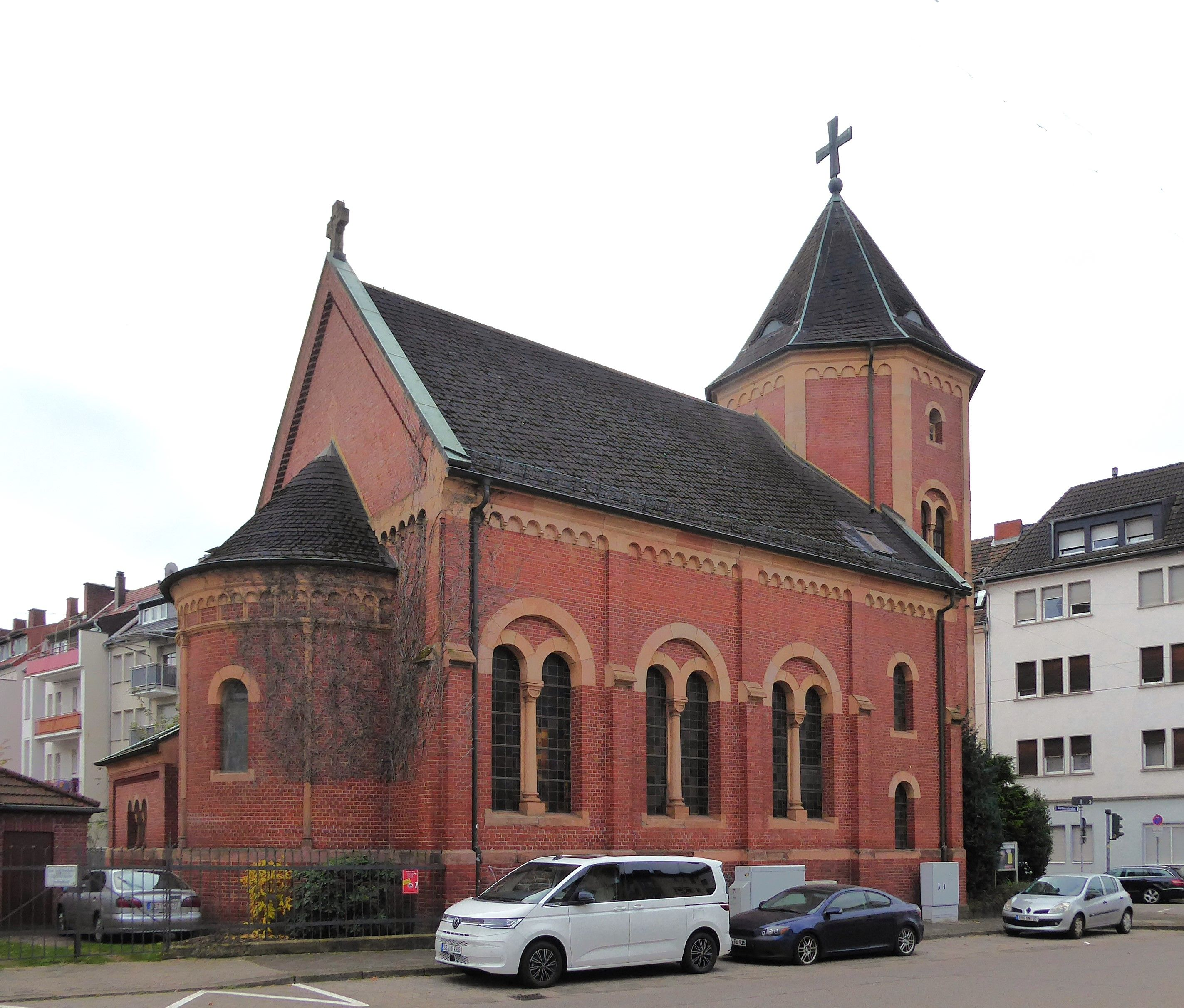
Blick zur Apsis von Nordosten

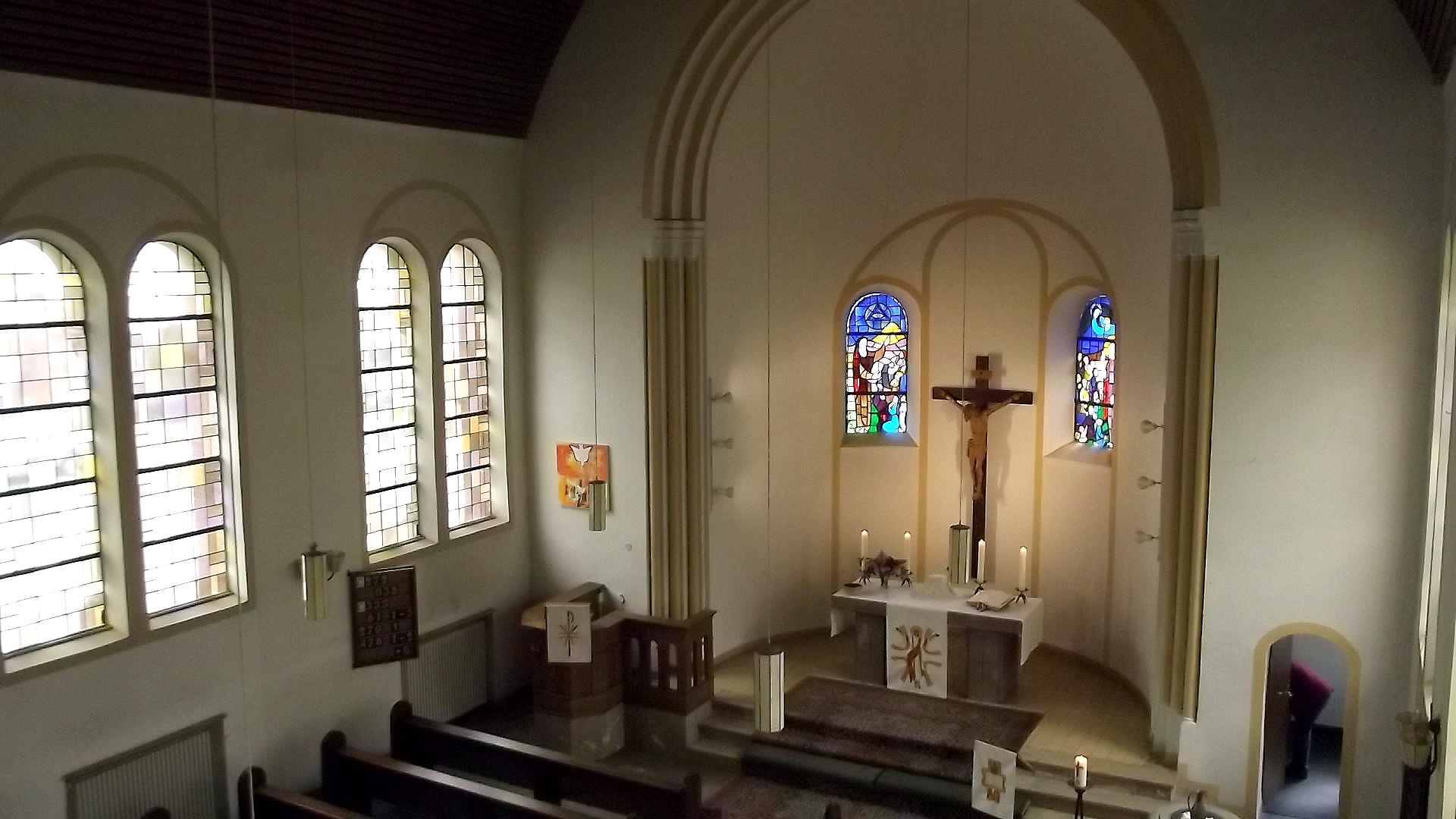
Blick in den Innenraum

Die Evangelisch-Lutherische Immanuelkirche Saarbrücken ist eine evangelische Kirche in Saarbrücken. Sie gehört zum Kirchenbezirk Süddeutschland der Selbständigen Evangelisch-Lutherischen Kirche (SELK). Der Pfarrbezirk umfasst Saarbrücken und Walpershofen.

## Geschichte
Im Jahr 1852 kam es zur Gründung der evangelisch-lutherischen Kirchengemeinde. In Ermangelung eines Kirchengebäudes wurden die Gottesdienste in der Aula des Saarbrücker Ludwiggymnasiums abgehalten, das zu dieser Zeit in der heutigen Friedenskirche untergebracht war. Die Kirche mit Pfarrhaus wurde nach der Zustimmung der staatlichen Behörden zu den eingereichten Plänen im Jahr 1902 nach Entwürfen des Saarbrücker Architekten August Rahfeld errichtet. Beschädigungen des Zweiten Weltkrieges wurden vom Architekten Albert Dietz aus Saarbrücken ab dem Jahr 1949 bis zum Jahr 1953 behoben. Restaurierungen fanden in den Jahren 1965, 1981 sowie Anfang der 1990er Jahre statt.

## Architektur
An den vierachsigen Rechtecksaal grenzt eine eingezogene, in der Höhe abgesetzte halbrunde Apsis im neoromanischen Stil. Die Kirche hat einen achteckigen Westturm. Das Bauwerk ist in ziegelrotem Backstein ausgeführt. Das Äußere ist durch Rahmungen der Wandfelder, durch Wandvorlagen und einen Rundbogenfries gegliedert. Zwillingsfenster aus hellockerfarbenem Sandstein mit eingestellten Säulen und Würfelkapitellen sowie Überfangbögen über den Fensteröffnungen setzen Akzente in der Wandfläche.
Ein breites Sockelgesims verkröpft sich um flache Strebepfeiler, die über ihrer sandsteinernen Abdeckplatte in Lisenen übergehen. Der Rundbogenfries verkröpft sich an den Eckvorlagen und reicht bis zum Dach der Apsis. Zwei übereinander gelegene einfache Rundbogenfenster erhellen das Westjoch, das durch die Empore zweigeschossig aufgeteilt ist. Dünne Halbsäulchen gliedern die Apsis in vier Abschnitte. Eine einfache Blendzwerggalerie schmückt diese.
Der Kirchturm stellt im Saarland eine architektonische Sonderform dar. Er steht fünfseitig vor dem Kirchenschiff. An seiner Nordwestseite befindet sich, diagonal zur Kirchenachse, der Eingang mit reich gestuftem Säulenportal und kreuzbekröntem Wimpergabschuss. Die Gestaltungselemente des Kirchenschiffes wiederholte der Architekt August Rahfeld am Turm.

## Ausstattung
Der Architekt und Glasmaler György Lehoczky schuf in den Jahren 1953–1954 in der Apsis der Kirche zwei Fenster zu den Themen Moses bei der Übergabe der Gesetzestafeln und Jesus bei der Bergpredigt.
Die Steinmetzfirma Schiecke (Sömmerda/Erfurt) fertigte im Jahr 1994 eine Lutherrose aus Thüringer Sandstein. Den Altarraum schmückt ein Kruzifixus mit lebensgroßem Corpus.
Die Orgel der Kirche wurde 1976 von der Firma Hugo Mayer (Heusweiler) erbaut. Das auf einer Empore aufgestellte Schleifladen-Instrument verfügt über 9 (10) Register, verteilt auf zwei Manuale und Pedal. Die Spiel- und Registertraktur ist mechanisch.